# Blague de Bardakçı Baba
La blague de Bardakçı Baba (blague de Papa Verrier en français), consistait en la création d'un faux tombeau d'un mystique soufi n'ayant jamais existé, à Istanbul, dans le quartier de Fulya (it). Le tombeau, érigé en 1968, ensuite déplacé, est reconstruit avec luxe et finalement démonté, était devenu objet de piété populaire dans le quartier.

## Histoire
Au début des années 1970, des jeunes étudiants de la faculté de médecine dentaire de l'Université de Marmara, à Fulya, dans le quartier de Beşiktaş à Istanbul, transformèrent un bosquet voisin en lieu de rencontre, où ils se réunissaient le soir pour étudier et boire du vin à l'air libre. 
Ensuite, les étudiants ont apporté une table en bois, quelques chaises et des verres. Au long des temps, le groupe s'agrandit, comme le nombre de verres. Un jour, les étudiants ont écrit par blague sur la table le nom de «Bardakçı Baba» (« Papa Maître Verrier » en turc), qui ressemblait au nom d'un mystique soufi grâce au titre honorifique de Baba. Plus tard, ils construisirent un tombeau et ont y posé le crâne qu'ils utilisaient pour leurs exercices. C'est ainsi que naquit le « Tombeau de Bardakçı Baba ». 
Un soir, en retournant au bosquet, ils découvrirent que quelqu'un avait apporté une bouteille d'eau et l'avait posée devant le tombeau en signe de dévotion. C'est ainsi qu'est né le culte de Bardakçı Baba. Dans les années 1970, le tombeau fut déplacé de l'autre côté de la route pour des travaux, et il devint un lieu fréquenté par les habitants du quartier qui imploraient grâce pour les raisons les plus différentes : santé, promotion professionnelle, manque d'argent, amour non partagé. En offrande, des verres étaient apportés et brisés devant le tombeau.
Dans les années 2000, le service du culte avait installé près du tombeau une affiche expliquant qu'il fallait prier directement Allah et pas des intermédiaires humains. Le quartier fut urbanisé, et le tombeau fut implanté sur un terrain destiné à un centre commercial de luxe.

### Révélation de la blague
En 2002, un des participants à la blague s'est manifesté, dévoilant la farce, et expliquant que le crâne était l'un de ceux utilisés pour les exercices, décrivant les capsules en plastique et le palais fabriqués par les étudiants. Il s'est justifié du retard dans la révélation de la vérité en déclarant qu'avec la présence du tombeau, il avait espéré éviter l'abattage des arbres du bosquet.

### Dans la culture populaire
L'entreprise de construction a proposé de détruire le tombeau, mais il y a eu un soulèvement populaire : un élégant tombeau a alors été construit en marbre noir, bordé de cristaux (une allusion à la profession de Bardakçı Baba) et illuminé la nuit, qui portait l'inscription habituelle sur les tombes turques "Ruhuna Fatiha", ou bien l'exhortation à réciter Al-Fatiha, la première sourate du Coran, en mémoire du défunt. Parallèlement, le service du cimetière et le mufti de Beşiktaş ont mené une enquête et ont constaté que le saint n'était mentionné nulle part dans les registres officiels. Cela n'a pas empêché la construction du nouveau tombeau en 2008.
Quinze ans après la révélation du canular, le tombeau a été démantelé ; seul un autre pavage, sur le trottoir où il avait été placé, en témoigne.